# The Living End (banda)
The Living End é uma banda australiana de punk rock de Melbourne, Victoria. Foi formada em 1994. A atual formação consiste em Chris Cheney (guitarra e vocais), Scott Owen (contrabaixo e vocais) e Andy Strachan (bateria).

## Discografia
Álbuns de estúdio
- The Living End (1999)
- Roll On (2001)
- Modern Artillery (2003)
- State of Emergency (2005)
- White Noise (2008)
- The Ending Is Just The Beginning Repeating (2011)

Coletâneas
- From Here On In: (The Singles 1997 - 2004) (2004)
- Rarities (2008)

EP
- Hellbound (1995)
- It's for Your Own Good (1996)
- Second Solution / Prisoner of Society (1997)
- Four on the Floor (2003)

### Videoclipes
- "Prisoner of Society" 1997 (Aus)
- "Second Solution" 1997
- "Save the Day" 1998
- "Prisoner of Society" 1998 (EUA)
- "All Torn Down" 1998
- "West End Riot" 1998
- "Pictures In the Mirror" 2000
- "Roll On" 2000 (2 vídeos feitos para esse single)
- "Dirty Man" 2001
- "One Said to the Other" 2002
- "Who's Gonna Save Us?" 2003 (2 vídeos feitos para esse single)
- "Tabloid Magazine" 2004
- "I Can't Give You What I Haven't Got" 2004
- "What's On Your Radio?" 2005
- "Wake Up" 2006
- "Long Live the Weekend" 2006
- "Nothing Lasts Forever" 2006
- "Rising Sun" 2007
- "White Noise" 2008